# Liste der Naturdenkmale in Öhningen
| Naturdenkmale | Anzahl |
| ------------- | ------ |
| FND           | 1      |
| END           | 8      |
| Gesamt        | 9      |

Die Liste der Naturdenkmale in Öhningen nennt die verordneten Naturdenkmale (ND) der im baden-württembergischen Landkreis Konstanz liegenden Gemeinde Öhningen.
In Öhningen gibt es insgesamt neun als Naturdenkmal geschützte Objekte, davon ein flächenhaftes Naturdenkmal (FND) und acht Einzelgebilde-Naturdenkmale (END) (Stand: 1. November 2016).

## Flächenhafte Naturdenkmale (FND)
| Name                     | Bild | Kennung     | Einzelheiten | Position | Fläche Hektar | Datum        |
| ------------------------ | ---- | ----------- | ------------ | -------- | ------------- | ------------ |
| Öhninger Steinbrüche     | BW   | 83350610009 | Öhningen     | ⊙        | 1,8           | 9. Jan. 1935 |
| Legende für Naturdenkmal |      |             |              |          |               |              |

## Einzelgebilde (END)
| Name                                          | Bild | Kennung     | Einzelheiten | Position | Fläche Hektar | Datum         |
| --------------------------------------------- | ---- | ----------- | ------------ | -------- | ------------- | ------------- |
| Baumgruppe: 1 Kirschbaum, 1 Stieleiche        | BW   | 83350610005 | Öhningen     | ⊙        | 0,0           | 21. Dez. 1978 |
| Baumgruppe: 1 Platane, 1 Weißbirke – gelöscht |      | 83350610003 | Öhningen     | ???      | 0,0           | 21. Dez. 1978 |
| Baumgruppe: 5 Mostbirnbäume – gelöscht        | BW   | 83350610001 | Öhningen     | ⊙        | 0,0           | 21. Dez. 1978 |
| 1 Platane (gegabelt)                          | BW   | 83350610006 | Öhningen     | ⊙        | 0,0           | 21. Dez. 1978 |
| 1 Platane                                     | BW   | 83350610007 | Öhningen     | ⊙        | 0,0           | 21. Dez. 1978 |
| 1 Rosskastanie                                | BW   | 83350610004 | Öhningen     | ⊙        | 0,0           | 21. Dez. 1978 |
| 1 Sommerlinde                                 | BW   | 83350610008 | Öhningen     | ⊙        | 0,0           | 21. Dez. 1978 |
| 1 Wellingtonie                                | BW   | 83350610002 | Öhningen     | ⊙        | 0,0           | 21. Dez. 1978 |
| Legende für Naturdenkmal                      |      |             |              |          |               |               |